# Scary Monsters (and Super Creeps) (chanson)
Singles de David Bowie
Fashion
(octobre 1980) Up the Hill Backwards
(mars 1981)
Scary Monsters (and Super Creeps) est une chanson de David Bowie parue en 1980 sur l'album Scary Monsters (and Super Creeps).
Elle est également éditée en single par RCA Records en janvier de l'année suivante et se classe no 20 des ventes au Royaume-Uni. Il s'agit du troisième single extrait de cet album, après Ashes to Ashes et Fashion.

## Musiciens
- David Bowie : chant, claviers
- Robert Fripp : guitare
- George Murray : basse
- Dennis Davis : batterie